# Vacomagi

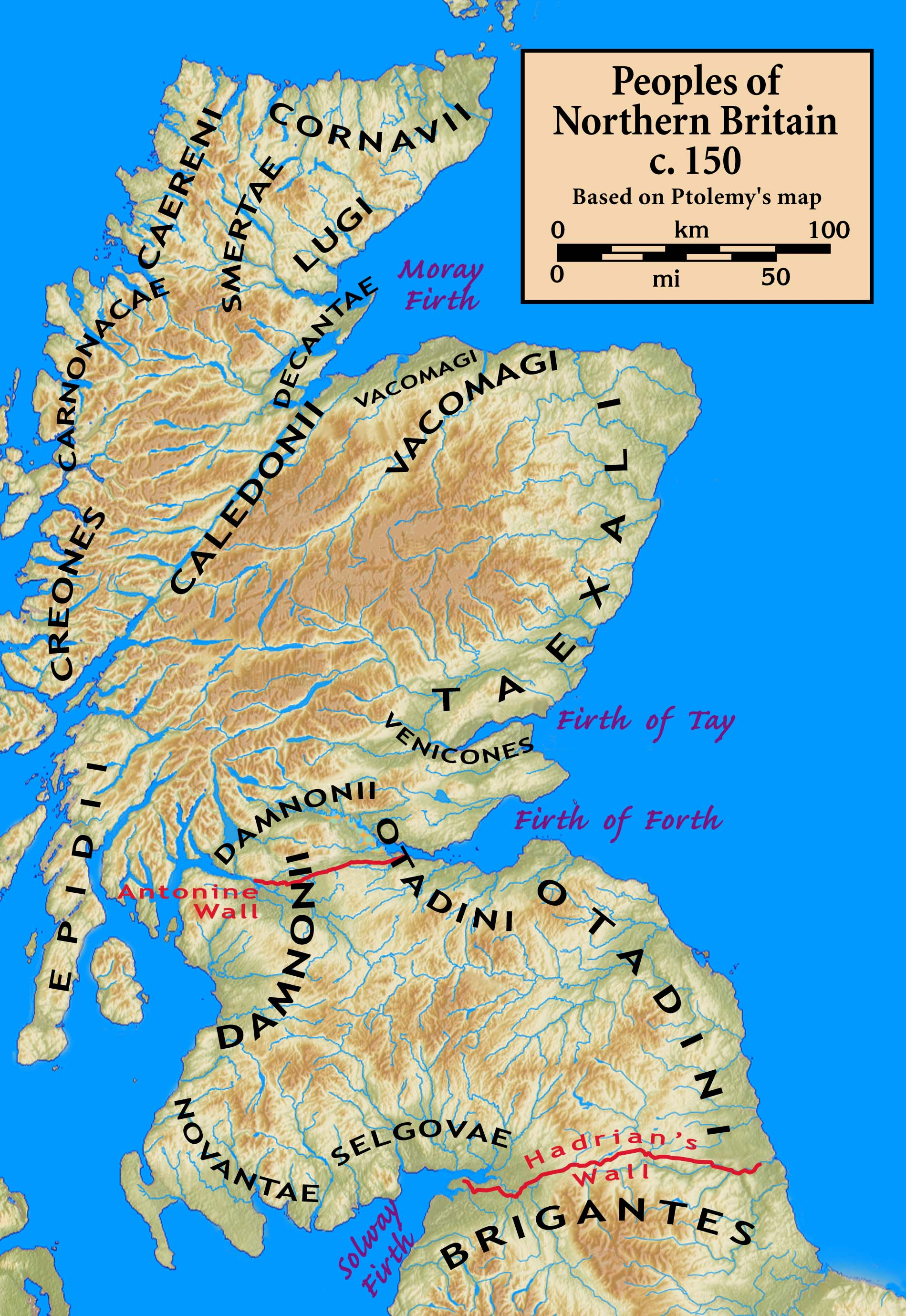
Keltische Stämme in Schottland

Die Vacomagi waren ein keltischer Volksstamm in Schottland, der nur von einer Erwähnung in Claudius Ptolemäus Geographia bekannt ist. Nach dieser Beschreibung und der ungefähren Lage ihrer Nachbarn waren sie in der Landschaft am Fluss Spey im heutigen Moray und am entsprechenden Teil der schottischen Nordküste beheimatet. Nach Ptolemäus hießen ihre Städte oder Hauptsiedlungsräume „Bannatia“, „Tamia“, „Pinnata Castra“ und „Tuesis“.

## Quelle
- Claudius Ptolemäus, Geographia, 2. Buch, 2. Kapitel: Albion island of Britannia, LacusCurtius Website der University of Chicago, 2008, abgerufen am 23. April 2010

## Belege und Fußnoten
1. ↑  Pinnata Castra, engl. auch Pinnata camp ist eigentlich kein Eigenname, sondern der lateinische Begriff geht auf  gleichbedeutende Ptolemäusʼsche Bezeichnung „Πτερωτον Στρατοπεδον“ (Pteroton Stratopedon), griechisch „geflügeltes Lager“ oder „gefiedertes Lager“ zurück. Was dieser Benennung letztlich zugrunde liegt, bleibt umstritten – eventuell bezieht sich die Bezeichnung auf eine besondere Zinnenform, vgl. auch den Begriff „pinna“ bzw. „Pinnae“. Zur Ortsbezeichnung und weiteren Ressourcen, allerdings mit umstrittener Lokalisierung: https://pleiades.stoa.org/places/92179 abgerufen am 25. Februar 2020. Außerdem: 2.2 Kανων Πóλεων ερ ἐπιστήμων / Kanon bedeutender Städte, Griechisch – Deutsch. Hrsg.: Lutz Koch, Florian Mittenhuber unter Mitarbeit von Alfred Stückelberger. In: Ptolemaios Handbuch der Geographie. Ergänzungsband mit einer Edition des Kanons bedeutender Städte. Hrsg.: Lutz Koch, Florian Mittenhuber (unter Mitarbeit diverser Autoren), Schwabe Verlag Besel 2009, S. 153 (Koordinaten zur Lokalisierung) sowie: Florian Mittenhuber: 4.2. Die Länderkarten Mitteleuropas. In: Ptolemaios Handbuch der Geographie. Ergänzungsband mit einer Edition des Kanons bedeutender Städte. Hrsg.: Lutz Koch, Florian Mittenhuber (unter Mitarbeit diverser Autoren), Schwabe Verlag Besel 2009, S. 270, FN 11 (Indirekter Hinweis auf Beschreibungscharakter des Namens)